# مرتينس هرن (باركشير)
مرتينس هرن (بالإنجليزية: Martins Heron)‏ هي قرية تقع في المملكة المتحدة في جنوب شرق إنجلترا.